# Fertygacja
Fertygacja – zabieg agronomiczny polegający na rozpuszczaniu nawozu w wodzie stosowanej do nawadniania. Tak rozpuszczony nawóz dostarczany jest wraz z wodą bezpośrednio do strefy korzeniowej przez system irygacyjny. Fertygacja umożliwia precyzyjne odżywienie mineralne roślin, dzięki elastyczności podziału nawozu oraz jego lepszemu rozprowadzeniu.